# Osmir Lima
Osmir de Albuquerque Lima Filho (Cruzeiro do Sul, 30 de março de 1945) é um bancário, técnico em contabilidade e político brasileiro que foi deputado federal pelo Acre.

## Biografia
Filho de Osmir de Albuquerque Lima e Marfiza Nunes de Melo. Funcionário de carreira, administrador e gerente do Banco do Brasil formou-se em 1971 técnico em contabilidade pelo Colégio Comercial Professor Flodoardo Cabral em Cruzeiro do Sul. Tem curso superior como Tecnologo em Gestão Pública, com aperfeicoamento do curso na Fundação Getulio Vargas. Sua carreira política começou em 1962 como filiado ao PSD e durante o Regime Militar de 1964 integrou a ARENA após a decretação do bipartidarismo até optar pelo MDB em 1974 e com a reforma partidária do governo João Figueiredo optou pelo PMDB.
Presidente do Banco do Estado do Acre (BANACRE) durante o governo Nabor Júnior (1983-1986) integrou ainda o Instituto Histórico e Geográfico do estado. Eleito deputado federal em 1986 participou da Assembleia Nacional Constituinte que elaborou a Constituição de 1988. Candidato a governador do Acre em 1990 não chegou ao segundo turno. Foi vice-líder do PMDB na ASSEMBLEIA NACIONAL CONSTITUINTE (1987/1988).
Eleito primeiro suplente de deputado federal em 1994 foi chefe da Casa Civil do governo Orleir Cameli até que a renúncia de Francisco Diógenes para assumir uma cadeira no Tribunal de Contas do Estado do Acre o efetivou deputado federal em 4 de dezembro de 1995, quando já estava no PFL. Filiou-se ao PTB em 2009.Foi Secretário de Agricultura, no governo Flaviano Melo. Participante do movimento autonomista que elevou o Acre a categoria de Estado membro da Federação Brasileira (1957/1962).